# Tsatsiki-Tsatsiki
Tsatsiki-Tsatsiki ist der Auftakt einer inzwischen fünfbändigen Kinderbuch-Reihe der Schwedin Moni Brännström. Zu Beginn des ersten Bandes ist die titelgebende Hauptfigur acht Jahre alt. 

## Handlung
Tsatsiki-Tsatsiki ist der Sohn einer schwedischen Musikerin und eines griechischen Tintenfischers, den er bislang nie kennenlernte. Er ist ein Kind der Liebe, weshalb er nicht nur Tsatsiki, sondern Tsatsiki-Tsatsiki heißt. Der Junge lebt mit seiner Mutter, die schon viele Berufe ausübte, sich selbst aber als Bassistin der „Rebellen“ sieht, sowie ihrem Untermieter Göran, einem Soldaten, der als Ersatzvater fungiert, zusammen.
Tsatsiki wird eingeschult und findet in Per Hammer einen besten Freund, mit dem er der Lehrerin hinterherspionieren und sich gegen die Mädchen verbünden kann. Dabei verliebt er sich doch später in Maria Grynwall, die hübsch und fröhlich ist und immer lacht. Trotzdem hat Tsatsiki auch Ärger: den älteren Morten, den Schulhofschläger, der den kleinen Wille auf dem Kieker hat. Und dann muss Tsatsiki noch verhindern, dass Hagebutte von den „Rebellen“ sich in Mama verliebt. Dafür muss er ausgerechnet Morten Pissnelke um Hilfe bitten.

### Beschreibung
Tsatsiki erlebt in seinem ersten Schuljahr viele Abenteuer und hat mit Per Hammar genau den richtigen Freund dazu. Auch die Erwachsenen sind zumeist verständnisvoll und helfen ihm, wenn er Hilfe braucht. Dabei ist die Welt nicht rosarot. Manchmal fühlt sich Tsatsikis Mutter von ihrer Doppelfunktion als Mutter und Ernährerin überfordert und ist deprimiert. Gleichzeitig darf zwar Göran Tsatsiki lieben – was die Mutter nicht erwidert, küssen darf er sie nicht. Der Junge wird von Morten heftig verprügelt und muss dann erkennen, dass Morten selber Probleme hat, die weit schwerer wiegen als die Tsatsikis.

### Fortsetzung
Bisher erschienen in Deutschland mehrere Fortsetzungsbände:
- Tsatsiki, Tintenfische und erste Küsse
- Tsatsiki, Karate oder Schmusetanz
- Tsatsiki, Zoff und ziemlich viel Glück
- Tsatsiki, Blutsbrüder und andere Geschwister

## Verfilmung
1999 entstand eine skandinavische Filmversion unter dem Titel Tsatsiki – Tintenfische und erste Küsse (Alternativtitel: Tsatsiki, Mama und der Polizist), die auf diesen Band sowie der Fortsetzung Tsatsiki, Tintenfische und erste Küsse basiert. Während Tsatsiki-Tsatsiki mit dem Abflug von Tsatsiki und seiner Mutter nach Griechenland endet, lernt der Junge im zweiten Teil des Filmes seinen Vater kennen.
Der Film hält wie der Roman in seinen kleinen Geschichten ein Plädoyer für Toleranz, Liebe und Respekt und beschreibt auch die Sehnsucht des Jungen nach seinem Vater sowie ihren Umgang miteinander.
2001 wurde mit Tsatsiki – Freunde für immer eine Fortsetzung auf der Basis der Folgegeschichten gedreht, in der die Rolle der Mutter und Göran umbesetzt wurden.